# Drehspiegelgruppe

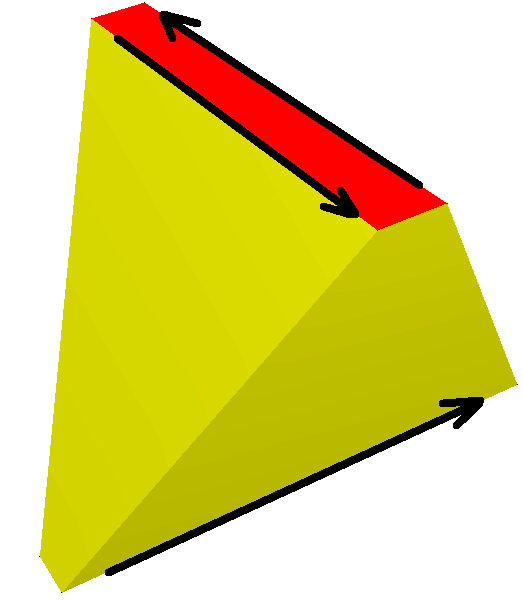
Antiprisma mit der Symmetriegruppe

Die Drehspiegelgruppe {\displaystyle S_{n}} ist die von der Drehspiegelung zum Drehwinkel {\displaystyle \varphi =2\pi /n=360^{\circ }\!/n} erzeugte Symmetriegruppe.
Wird als Grundoperation statt der Drehspiegelung die Drehinversion genommen, wird also die Drehung nicht mit einer Ebenenspiegelung verkettet, sondern mit einer Inversion an einem Punkt auf der Drehachse, so entsteht die Gruppe {\displaystyle {\overline {n}}}; die an sich naheliegende Bezeichnung Drehinversionsgruppe ist ungebräuchlich.
Die Gruppen dieser beiden Typen stimmen bis auf die Nummerierung miteinander überein.
Drehspiegelgruppen treten bei der Beschreibung der Symmetrie von Kristallen oder einzelnen Molekülen auf.
- In der Kristallographie sind nur die fünf Gruppen zu {\displaystyle n} = 1, 2, 3, 4 und 6 relevant, da nur diese mit der Symmetrie eines unendlich ausgedehnten Gitters vereinbar sind. Sie gehören zu den 32 kristallographischen Punktgruppen.
- Bei der Untersuchung der molekularen Symmetrie sind auch andere Drehspiegelgruppen wichtig. So gibt es eine angeregte Form des Anions [Re2Cl8]2− mit {\displaystyle S_{8}}-Symmetrie.[2]

## Notation
Für die Drehspiegelgruppen {\displaystyle S_{n}} gibt es zwei Bezeichnungssysteme:
- Die hauptsächlich in der Kristallographie verwendete Hermann-Mauguin-Symbolik, die bei der Nummerierung auf der Drehinversion als Grundoperation basiert,
- die in der Chemie und Molekülphysik übliche  Schoenflies-Symbolik.[3][4]

|                 | {\displaystyle S_{1}}                          | {\displaystyle S_{2}}           | {\displaystyle S_{n}} ({\displaystyle n=4k}) | {\displaystyle S_{n}} ({\displaystyle n=4k+2})            | {\displaystyle S_{n}} ({\displaystyle n} ungerade) |
| Hermann-Mauguin | {\displaystyle {\text{m}}\;(={\overline {2}})} | {\displaystyle {\overline {1}}} | {\displaystyle {\overline {n}}}              | {\displaystyle {\overline {n/2}}}                         | {\displaystyle {\overline {2n}}\;(=n/{\text{m}})}  |
| Schoenflies     | {\displaystyle C_{\textrm {s}}}                | {\displaystyle C_{\textrm {i}}} | {\displaystyle S_{n}}                        | {\displaystyle S_{n}\;(=C_{{\frac {n}{2}}{\textrm {i}}})} | {\displaystyle C_{n{\textrm {h}}}}                 |
| Bemerkung       | Ebenenspiegelung                               | Punktspiegelung                 |                                              |                                                           |                                                    |

Dabei steht
- „m“ für „mirror plane“
- „s“ für „Spiegelebene“
- „i“ für „Inversion“
- „{\displaystyle C_{n}}“ für eine n-zählige Drehsymmetrie („C“ für „cyclisch“); siehe hierzu den Abschnitt „Eigenschaften“
- „h“ für „horizontale Spiegelebene“ (bei vertikal gedachter Drehachse).

## Beispiele
Ein Punkt in der Position 0 wird durch n-fache Anwendung der Grundoperation {\displaystyle g} (Drehspiegelung bzw. Drehinversion) nacheinander in die Positionen 1, 2, … und schließlich wieder in die Ausgangsposition 0 überführt. Die untenstehenden Abbildungen zeigen diese Anwendung der Gruppenelemente {\displaystyle g^{k}} (mit k = 0 ... n-1) auf den Punkt 0 für einige Werte von {\displaystyle n}.
| n                                             | n                                   | {\displaystyle 1}                                | {\displaystyle 2}                                | {\displaystyle 3}                      | {\displaystyle 4}                  | {\displaystyle 6}                            |
| Drehwinkel {\displaystyle \varphi }           | Drehwinkel {\displaystyle \varphi } | {\displaystyle 2\pi =360^{\circ }}               | {\displaystyle \pi =180^{\circ }}                | {\displaystyle 2/3\,\pi =120^{\circ }} | {\displaystyle \pi /2=90^{\circ }} | {\displaystyle \pi /3=60^{\circ }}           |
| Drehspiegelung {\displaystyle S_{n}}          | Skizze                              |                                                  |                                                  |                                        |                                    |                                              |
| Drehspiegelung {\displaystyle S_{n}}          | Hermann-Mauguin -Symbol             | {\displaystyle \mathrm {m} \,(={\overline {2}})} | {\displaystyle {\overline {1}}}                  | {\displaystyle {\overline {6}}}        | {\displaystyle {\overline {4}}}    | {\displaystyle {\overline {3}}}              |
| Drehspiegelung {\displaystyle S_{n}}          | Schoenflies -Symbol                 | {\displaystyle C_{\textrm {s}}}                  | {\displaystyle C_{\textrm {i}}}                  | {\displaystyle C_{3{\textrm {h}}}}     | {\displaystyle S_{4}}              | {\displaystyle S_{6}\;(=C_{3{\textrm {i}}})} |
| Drehinversion {\displaystyle {\overline {n}}} | Skizze                              |                                                  |                                                  |                                        |                                    |                                              |
| Drehinversion {\displaystyle {\overline {n}}} | Hermann-Mauguin -Symbol             | {\displaystyle {\overline {1}}}                  | {\displaystyle \mathrm {m} \,(={\overline {2}})} | {\displaystyle {\overline {3}}}        | {\displaystyle {\overline {4}}}    | {\displaystyle {\overline {6}}}              |

Ein Körper mit einer {\displaystyle S_{n}}- oder {\displaystyle {\overline {n}}}-Symmetrie, der den Punkt 0 enthält, muss auch die zu diesem symmetrischen Punkte 1, 2, … enthalten. Ein Beispiel ist das oben gezeigte Antiprisma, bei dem die 4-zählige Drehspiegelachse senkrecht auf den beiden Deckflächen steht, wobei diese hier unterschiedlich orientiert sind. Bei gleicher Orientierung wäre der Körper nicht mehr drehspiegel- dafür aber weiterhin drehsymmetrisch, und zwar um nun drei 2-zählige Achsen (senkrecht zu den Deckflächen sowie parallel zu deren Winkelhalbierenden). Bei nicht orientierten Deckflächen würden beide Symmetrien gleichzeitig auftreten.

## Eigenschaften
Die Drehspiegelgruppe {\displaystyle S_{n}} ist zyklisch mit der Ordnung {\displaystyle 2n} (für ungerades {\displaystyle n}) oder {\displaystyle n} (für gerades {\displaystyle n}). Sie ist damit insbesondere kommutativ.
{\displaystyle S_{n}} enthält die Spiegelung genau dann, wenn {\displaystyle n} ungerade ist, und die Inversion genau dann, wenn {\displaystyle n} gerade, aber nicht durch 4 teilbar ist.
{\displaystyle S_{n}} hat als Untergruppen nur Drehgruppen und Drehspiegelgruppen, und zwar ist
- die Drehgruppe {\displaystyle C_{n'}} Untergruppe genau dann, wenn {\displaystyle n'} Teiler von {\displaystyle n} (für ungerades {\displaystyle n}) bzw. von {\displaystyle n/2} (für gerades {\displaystyle n}) ist;[5]
- die Drehspiegelgruppe {\displaystyle S_{n'}} Untergruppe genau dann, wenn {\displaystyle n/{n'}} ungerade ist.

Zwischen den {\displaystyle {\overline {n}}} und den Drehspiegelgruppen besteht die Beziehung
{\displaystyle {\overline {n}}={\begin{cases}S_{n},&{\text{wenn }}n{\text{ durch 4 teilbar ist,}}\\S_{n/2},&{\text{wenn }}n{\text{ gerade, aber nicht durch 4 teilbar ist,}}\\S_{2n},&{\text{wenn }}n{\text{ ungerade ist .}}\end{cases}}}